# ديفيد فرانكلين
ديفيد فرانكلين (بالإنجليزية: David Franklin)‏ هو عالم أحياء دقيقة أمريكي، ولد في 1961 في رود آيلاند في الولايات المتحدة.